# كورنيليوس بوتشر
كورنيليوس بوتشر (بالإنجليزية: Cornelius Butcher)‏ (27 يناير 1980 - ) هو لاعب كرة قدم سانت لوسيا في مركز الهجوم. شارك مع منتخب سانت لوسيا لكرة القدم.

## وصلات خارجية
- كورنيليوس بوتشر على موقع قاعدة بيانات كرة القدم.إي يو (الإنجليزية)
- كورنيليوس بوتشر على موقع ناشيونال فوتبول تيمز (الإنجليزية)